# Annette Carlén-Karlsson
Annette Elisabeth Carlén-Karlsson (2 augustus 1956) is een Zweeds langebaanschaatsster. 
Ze nam tweemaal deel aan de Olympische Winterspelen, in 1980 in Lake Placid, en in 1984 in Sarajevo.
Tussen 1981 en 1987 nam ze elk jaar deel aan de Europese Kampioenschappen allround.

## Records

### Persoonlijke records[3]
| Afstand    | Tijd    | Datum            | Baan   |
| ---------- | ------- | ---------------- | ------ |
| 500 meter  | 42.00   | 15 november 1984 | Inzell |
| 1000 meter | 1:24.00 | 18 maart 1983    | Medeu  |
| 1500 meter | 2:06.76 | 14 januari 1984  | Medeu  |
| 3000 meter | 4:29.98 | 7 december 1985  | Inzell |
| 5000 meter | 7:52.72 | 9 maart 1986     | Inzell |